# Myonium

Atom av myonium

Myonium är en exotisk atom bestående av en anitmyon och en elektron. Den upptäcktes 1960 av Vernon W. Hughes och har fått den kemiska symbolen Mu. Under myonens 2,2 mikrosekunders halveringstid, kan myoniumet genomgår kemiska reaktioner och uppvisar betydande likheter med väteatomen.

## Beskrivning
Eftersom myonen är mycket större än elektronen, är myoiniumet betydligt mer likt väteatomen än positronium, som består av en elektron och en positron.
Dess Bohr-radie och joniseringsenergi avviker mindre än 0,5% från väte, deuterium och tritium och kan därför i praktiken betraktas som en exotisk lätt isotop av väte.

## Egenskaper
Trots att myonium är kortlivat har fysikaliska kemister studerat det genom myonspinspektroskopi (μSR), en magnetisk resonansteknik analog med kärnmagnetisk resonans (NMR) eller elektronspinnresonansspektroskopi (ESR). Likt ESR är μSR användbar för analys av dem kemiska strukturen hos nya eller potentiellt värdefulla molekyler.
Eftersom myonen är en lepton, kan myonimumatomens energinivåer beräknas med väldigt bra precison, med hjälp av kvantelektrodynamik. Detta i kontrast till väteatomen där man måste ta hänsyn till protonens inre struktur. 
Av detta skäl är myonium idealisk för att studera fysik bortom standardmodellen.